# مستقبل دوبامين D3
مستقبل الدوبامين D3 هو بروتين يشفر لدى البشر بواسطة الجين DRD3.
يشفر هذا الجين النوع الفرعي D3 من مستقبلات الدوبامين. يثبط المستقبل D3 محلقة الأدينيلات عبر بروتينات ج مثبطة، يُعبَّر عن هذا المستقبل في المناطق القديمة سلاليا في الدماغ، وهذا يوحي بأن هذا المستقبل يلعب دورا في الوظائف الإدراكية والعاطفية. وهو هدف الأدوية التي تعالج الفصام، إدمان المخدرات ومرض باركنسون. ينتج عن التضفير البديل لهذا الجين عدة نسخ متغيرة تشفِّر نظائر شكلية مختلفة، مع أن بعض هذه المتغيرات قد تكون عرضة لتفكيك الرنا غير المعبر.

## الوظيفة
تُظهِر ناهضات المستقبل D3 مثل: 7-OH-DPAT وبراميبيكسول وروتيغوتين وأخرى غيرها تأثيرات مضادة للاكتئاب في نماذج الاكتئاب لدى القوارض.

## الدراسات في الحيوانات
تبين أن ناهضات المستقبل D3 تحدث اضطرابا في تثبيط قبل النبظ للجفل (PPI) في مقارنة قياسية بين الأجناس والتي لخصت العيوب في التبوب الحسي الحركي في الاضطرابات النفسية العصبية مثل الفصام. في المقابل، لدى المناهضات المفضلة للمستقبل D3 بروفايلات شبيهة ببروفيلات مضادات الذهان في قياس معدلات تثبيط قبل النبض للجفل.